# Al-Boraq
Az Al Boraq (arabul: البُراق) egy 323 kilométeres hosszúságú nagysebességű vasútvonal a marokkói Casablanca és Tanger között. Az afrikai kontinensen az első ilyen jellegű vasútvonal, amelyet 2018. november 15-én nyitott meg egy évtizedes tervezést és építést követően az ONCF, a marokkói nemzeti vasúttársaság.
A Tanger és Kenitra közötti 186 km-es szakaszon a vonatok külön nagysebességű vonalon közlekednek, és akár 320 km/h sebességgel is haladnak. Az utolsó 137 km-es szakaszon a vonatok egy korszerűsített fővonalon közlekednek Kenitrától Rabaton és Marokkó legnépesebb folyosóján keresztül Casablancáig.
Ez az ország tervezett 1500 kilométeres nagysebességű vasúti hálózatának első szakasza.

## Neve
VI. Mohammed marokkói király Al Boraqnak (البُراق) nevezte el a szolgáltatást arról a lényről, amelyről az iszlám hagyomány szerint úgy tartják, hogy az éjszakai út során Mekkából Jeruzsálembe szállított néhány prófétát, köztük Mohamed iszlám prófétát.

## Története
A nagysebességű vasút marokkói megvalósíthatóságának korai tanulmányozása 2003-ban kezdődött, és 2006-ra a Tanger és Kenitra közötti útvonalat jelölték ki az elsők között megépítendő vonalak között. 2007-ben előzetes megállapodásokat írtak alá a projekt irányítására, és az ONCF bejelentette, hogy 18 Alstom motorvonatot kíván vásárolni. 2008-ban az ONCF közölte, hogy még abban az évben tervezi az építkezés megkezdését, és az üzemeltetés 2013-ban kezdődik.

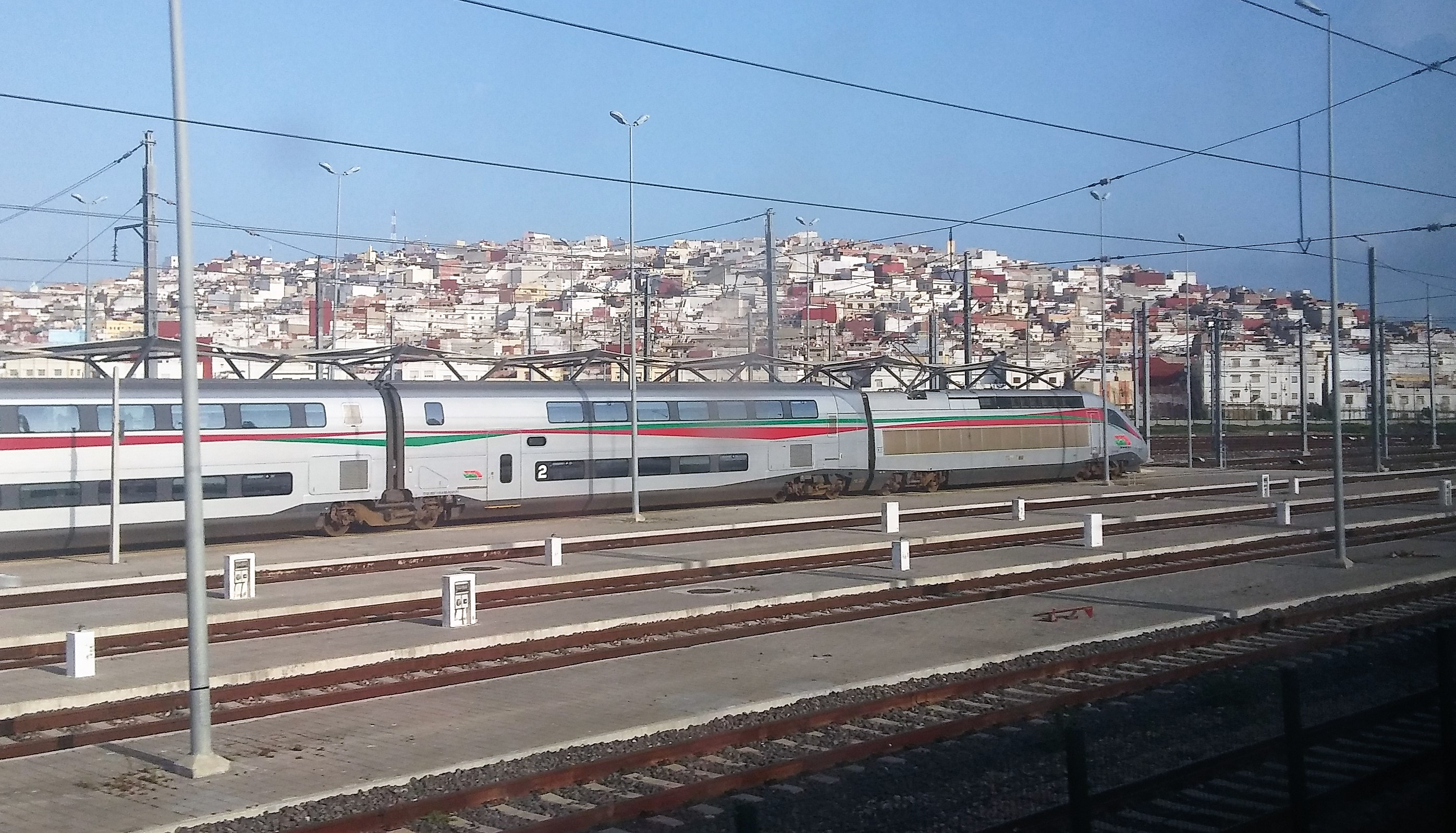
Al Boraq RGV2N2 Tangerben

A finanszírozás csak 2010 februárjában zárult le, amikor az ONCF 20 milliárd marokkói dirham értékű megállapodást írt alá. A közvetlen befektetések a marokkói kormánytól érkeztek, amely 4,8 milliárd dirhamot különített el a projektre, valamint európai forrásokból, amelyek összesen 1,9 milliárd dirhamot fektettek be, míg a fennmaradó 12,3 milliárd dirham kereskedelmi hitelekből származott. 10 milliárd dirhamot az infrastruktúrára, 5 milliárd dirhamot pedig az infrastruktúrára kellett volna költeni. 6 milliárd dirham támogató berendezésekre, 4,4 milliárd dirhamot pedig gördülőállományra fordítottak. Akkoriban úgy tervezték, hogy a munkálatok 2010 közepén kezdődnek, és a szolgáltatás 2015 decemberében indul. 2010 decemberében az ONCF végleges megállapodást írt alá 14 Alstom Euroduplex motorvonat megvásárlásáról. További késedelmek után a vonal építése 2011. szeptember 29-én kezdődött, amikor Tangerben ünnepélyes alapkőletételre került sor.
2012. szeptember 25-én megkezdődött a Kenitra és Casablanca közötti pálya kapacitásának növelését célzó projekt, amelynek keretében a meglévő útjogon külön tehervágányt építettek, lehetővé téve, hogy a személyszállító vonatok a nagysebességű vonalról Tangerbe, Casablancába közlekedjenek. A vasútépítés mellett négy helyen (Tanger, Kenitra, Rabat/Agdal és Casablanca) állomásokat építettek az alapoktól vagy építettek át meglévő létesítményekből. 2015. június 19-én kezdődött meg a gördülőállomány szállítása az első szerelvény megérkezésével Tangerbe. Szeptemberben elkészült a szerelvények tanger-i kiszolgáló létesítménye, és az ONCF és a francia vasúttársaság, az SNCF közös vállalatot hozott létre a szerelvények karbantartására egy 15 éves szerződés keretében. 2017 februárjában megkezdődött a szerelvények tesztelése forgalmi sebességgel; a tesztprogram során 357 kilométer/órás afrikai vasúti sebességrekordot állítottak fel.

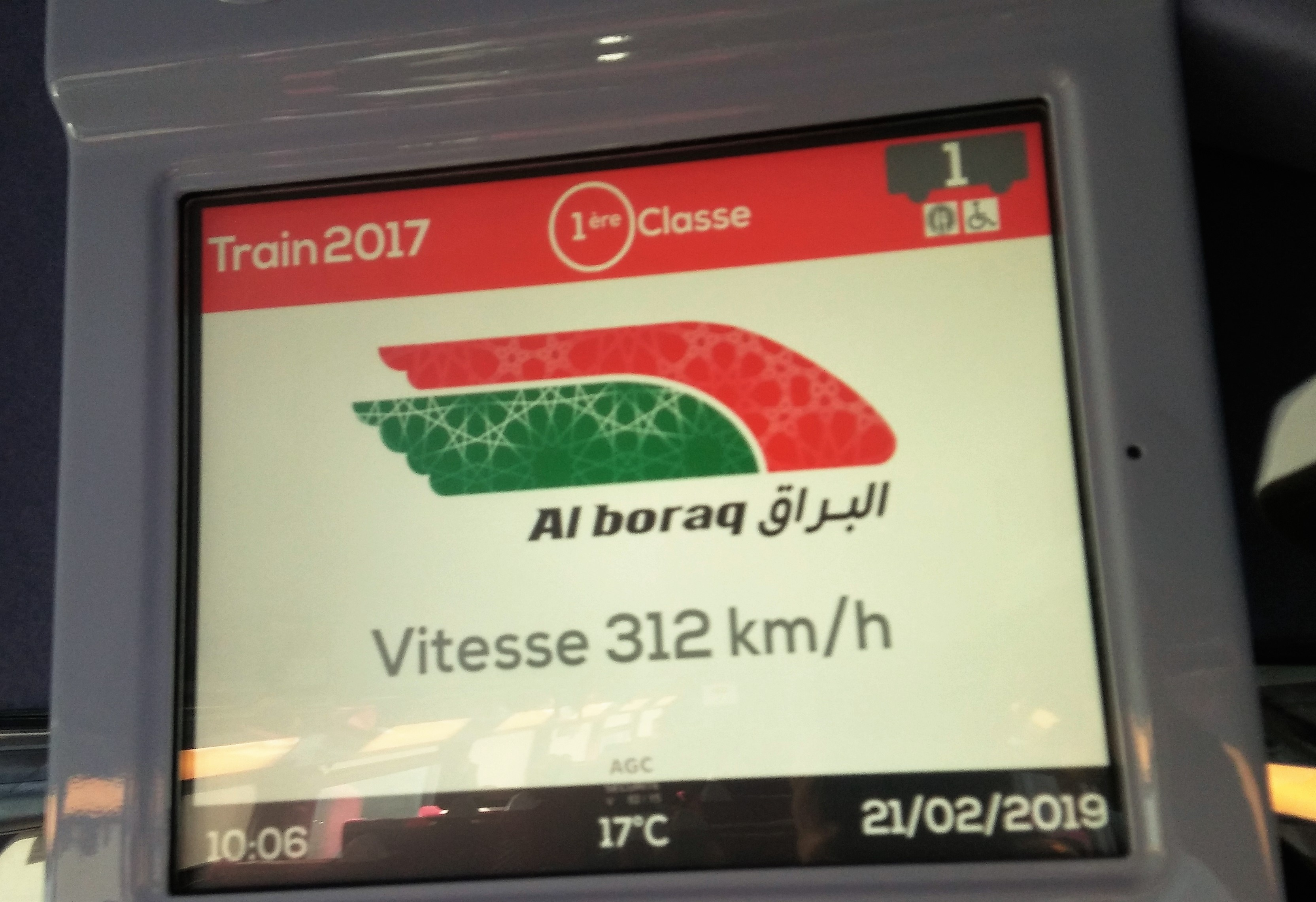
A vonat fedélzeti sebességmérője 312 km/h

2017 októberében befejeződött a pályaépítés, majd novemberben az új elektromos felsővezeték telepítése. 2018 januárjában először kapcsolták feszültség alá a villamos rendszert, a következő hónapban pedig a vonal irányítóberendezése is üzembe helyezték. 2018 közepére elkészültek az állomások, bár a várható üzembe helyezés az év végére tolódott, mivel a próbaüzemeket még nem üzemeltették az útvonalon. 2018. januárban a vonatokat a vasútvonalra helyezték.
2018. november 15-én egy tanger-i ünnepségen felavatták az Al Boraq szolgáltatást egy Rabatba közlekedő különvonattal; a bevételi szolgáltatást az év végére tervezték megkezdeni.. 2018. december 25-ig a vonatok a tervek szerint kétóránként indultak volna Casablancából 06:00-tól 21:00-ig.
A nagysebességű vasúti szolgáltatás beindításával egy időben több új vagy felújított pályaudvar is megnyílt: Tanger-Ville vasúti terminál, Kenitra állomás, Rabat-Agdal állomás, és Casa-Voyageurs vasútállomás.
2022 januárjában Mohamed Abdeljalil, Marokkó közlekedési és logisztikai minisztere bejelentette, hogy az Al-Boraq hálózat végül Agadirban fog végződni, és bejelentette egy nagysebességű vonal építését, amely Agadirt Marrakeshsel kötné össze. Ugyanezen év novemberében Abdeljalil bejelentette, hogy dedikált nagysebességű pályákat építenek, amelyek Kenitrán keresztül kötnék össze Marrakesh-t az eredeti vonallal.. Az építkezés három szegmensben fog zajlani, elsőként a Kenitrát Aïn Sebaâ-val összekötő 150 kilométeres szegmenst építik meg. Ezután egy 130 kilométer hosszú meghosszabbítás épül Aïn Sebaâ-tól Nouaceur-ig, majd végül új vágányok építése Nouaceur-tól Marrakesh-ig, a városok 212 km távolságra fekszenek egymástól. 2023 januárjában teszteket végeztek a jelenlegi vágányokon Casablanca és Marrakesh között, amelyek elérték az óránkénti 80 kilométeres sebességet. A jelenlegi vágányokon 2023 januárjában teszteket végeztek Casablanca és Marrakesh között. A tervek szerint a jelenlegi pályák tesztelését Casablanca és Marrakesh között folytatják, és az ONCF reméli, hogy a 160 kilométer/órás végsebesség biztonságosan elérhető lesz.

## Infrastruktúra
A vonal két szakaszból áll - egy új vasútvonal Tanger és Kenitra között, valamint a Kenitra és Casablanca közötti meglévő korszerűsített vasútvonal.. A 186 kilométer hosszú Tanger–Kenitra nagysebességű vasútvonalon az engedélyezett sebesség 320 km/h, míg a 137 kilométer hosszú Kenitra-Casablanca vonalon 160 km/h volt az engedélyezett sebesség m a szolgáltatás megkezdésekor, és 220 km/h-ra tervezik növelni a korszerűsítés után. A Kenitra és Casablanca közötti pályaszakaszt végül egy új nagysebességű pályaszakaszra cserélik, az építkezés a tervek szerint 2020-ban kezdődik. Kétféle villamosítást alkalmaznak - Tanger és Kenitra között az új pályaszakasz 25 kV 50 Hz-es váltakozó áramú villamosítással épült, míg a Kenitra és Casablanca közötti vonal megtartotta a meglévő 3000 V-os egyenáramú felsővezetéket. Az ETCS típusú jelzőrendszert az Ansaldo STS és a Cofely Ineo telepítette. Az ETCS típusú jelzőrendszert az Ansaldo STS és a Cofely Ineo telepítette.
A szolgáltatás 2018-as indulásakor a Casablanca és Tanger közötti utazási idő 4 óra 45 percről 2 óra 10 percre csökkent. A Casablancába vezető dedikált nagysebességű pálya befejezése tovább csökkentené az utazási időt 1 óra 30 percre.

## Gördülőállomány
A vonalon közlekedő tizenkét (eredetileg 14-et rendeltek) Alstom Euroduplex motorvonat kétszintes, 533 utas befogadására alkalmas. Minden motorvonat két motorkocsiból és nyolc személykocsiból (két első osztályú, öt másodosztályú és egy büfékocsi) áll.

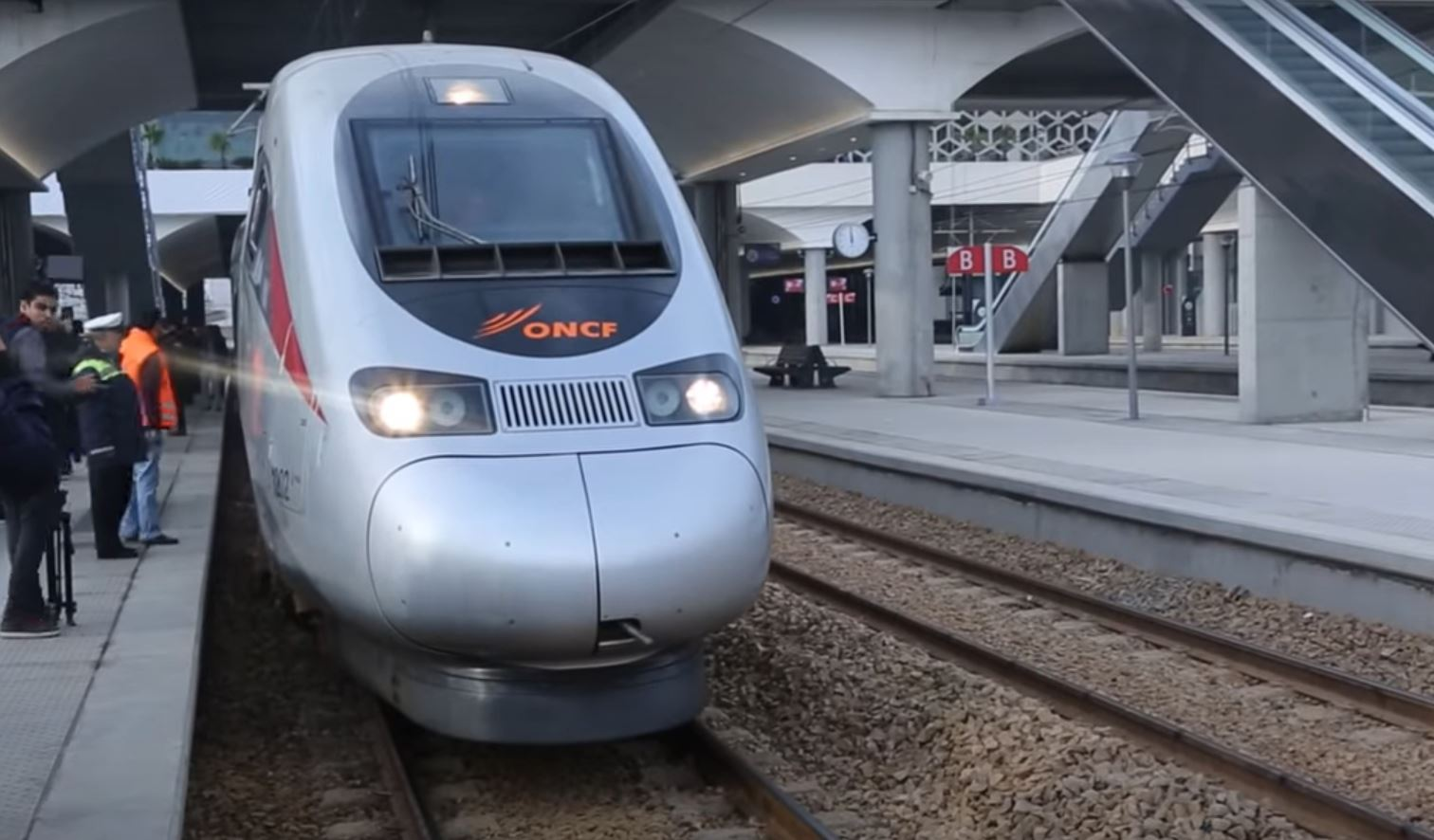
ONCF RGV2N2.
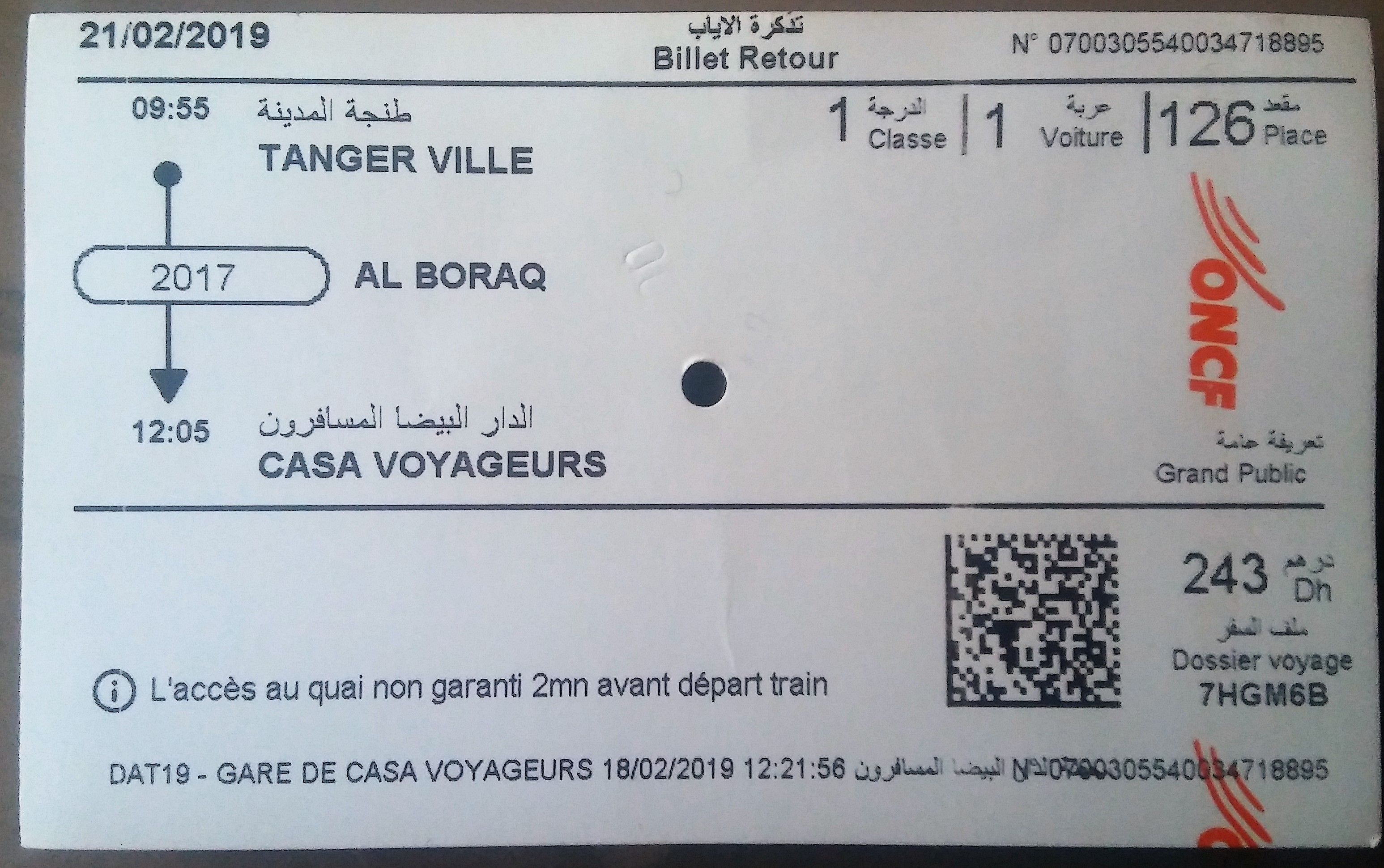
Train ticket from Tangier to Casablanca
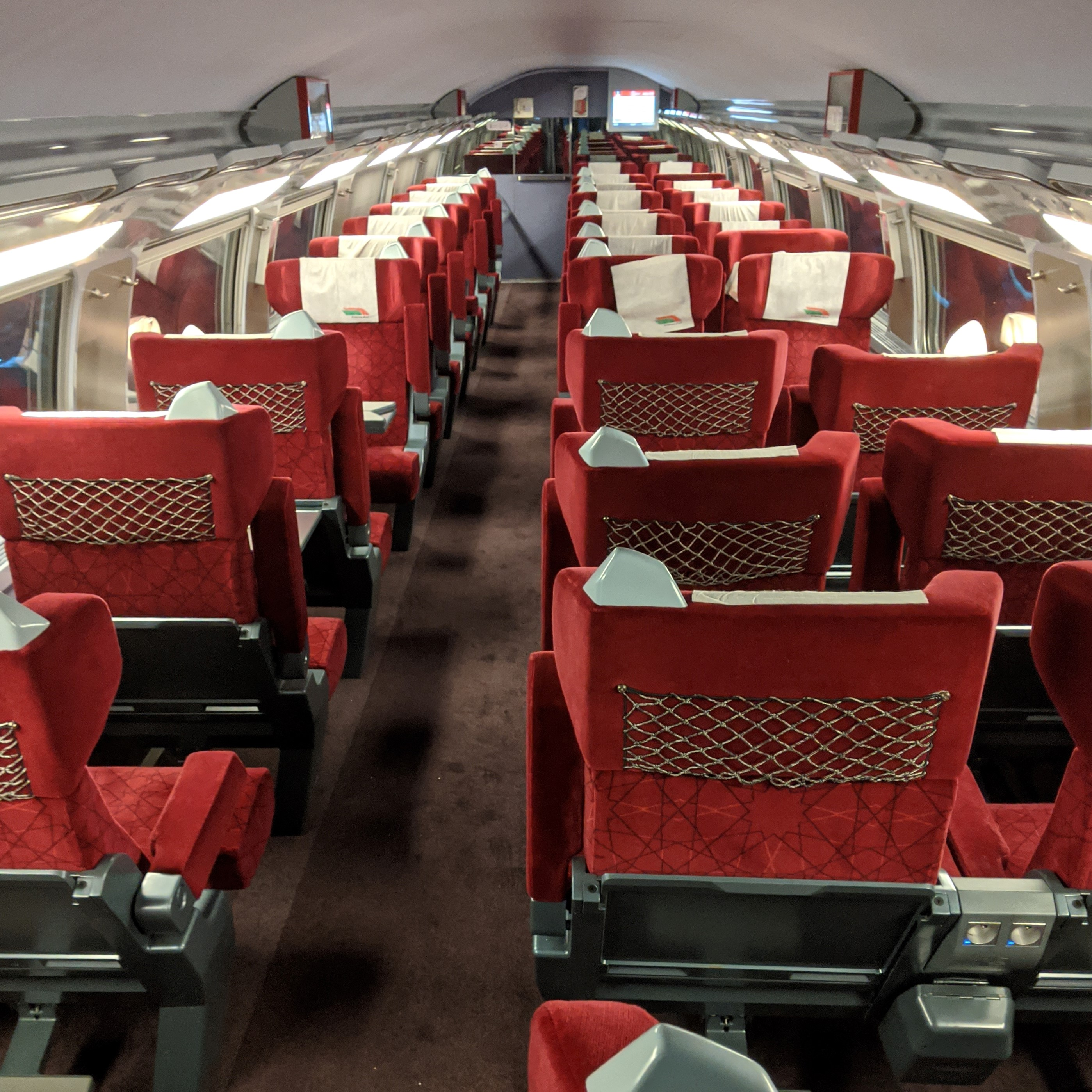
View of first-class seats
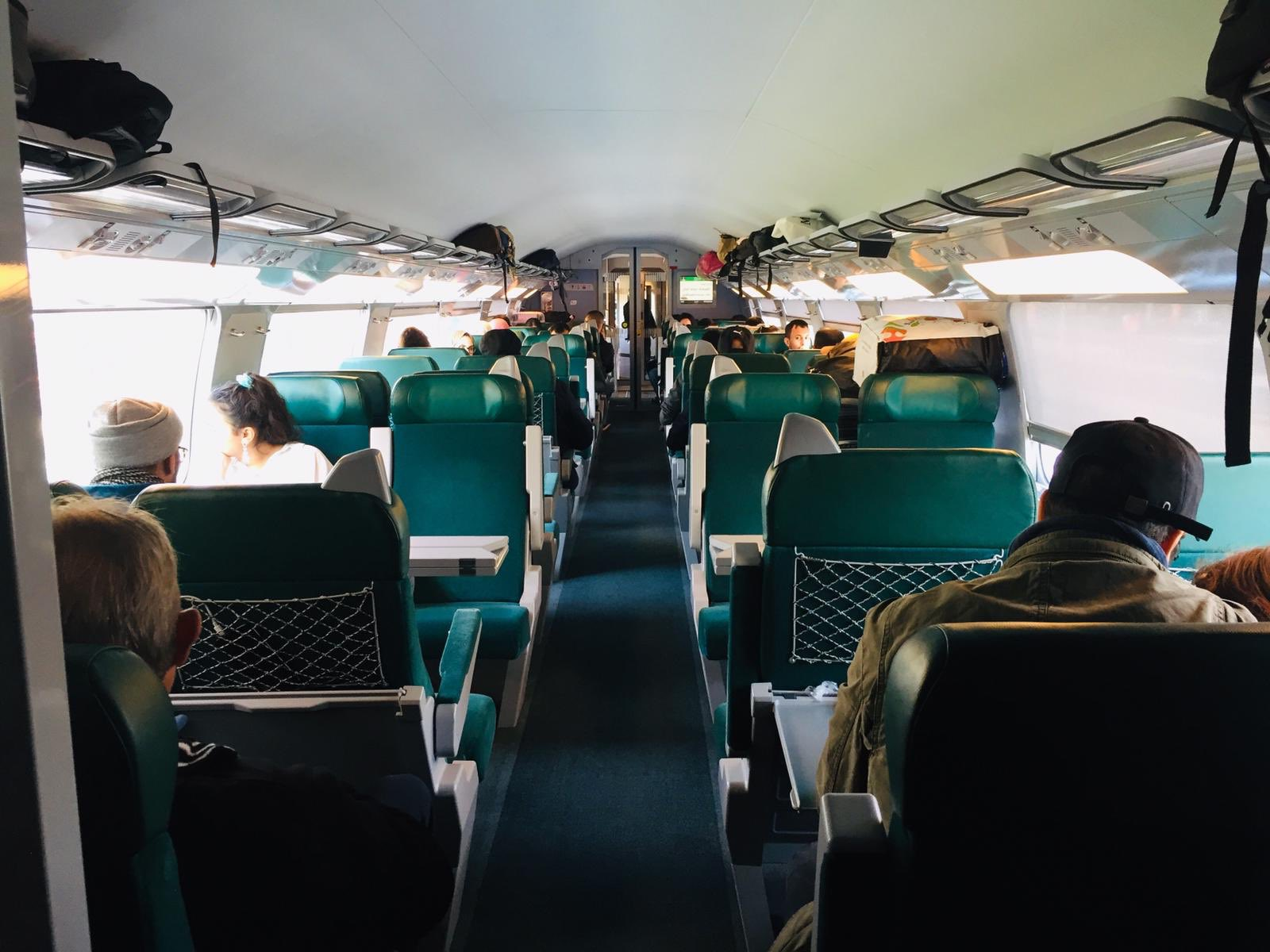
View of second-class seats

Az ONCF hagyományos vonatokat is üzemeltet újabb Alstom E 1400 (Alstom Prima II) mozdonyokkal és ex-SNCF corail személykocsikkal.

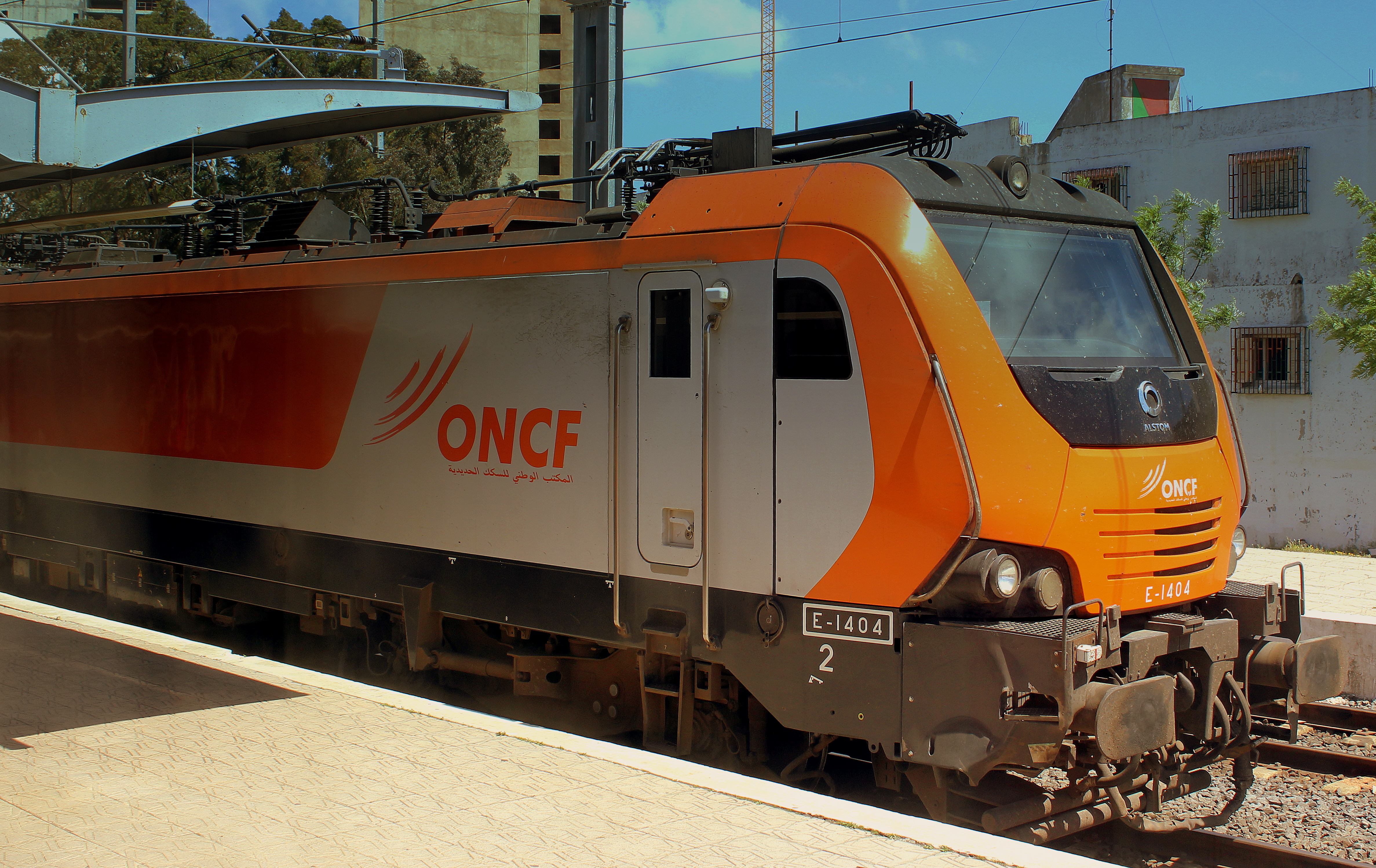
ONCF Alstom E 1400 locomotive used for regular services at Tangier.
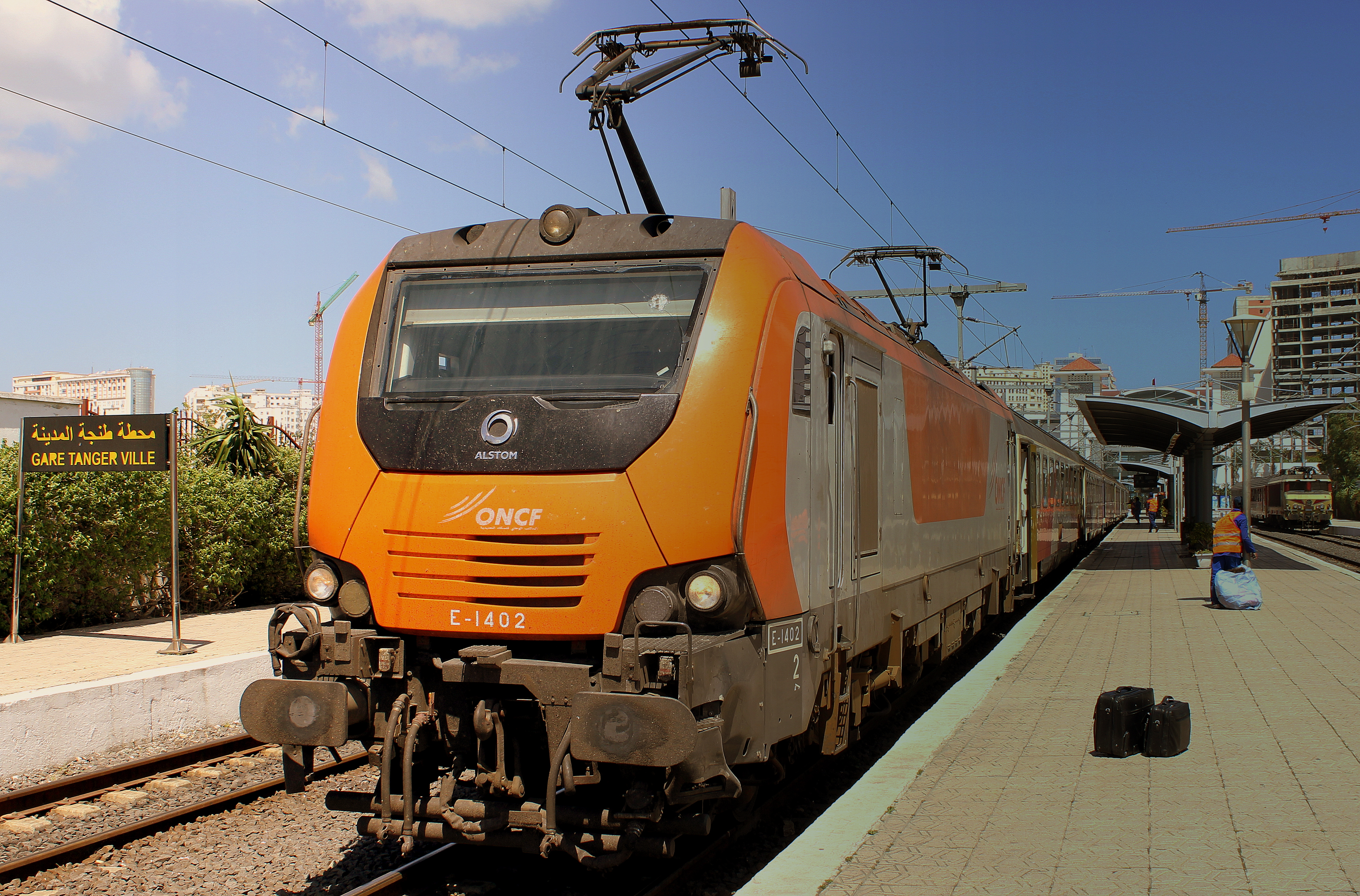
ONCF Alstom E 1400 locomotive used for regular services headed towards Casablanca.